# حيتان نافثة
حيتان نافثة (الاسم العلمي: Physeter) هو جنس من الحيتانيات، يتبع فصيلة حيتان العنبر ‏.